# Принсепия
Принсе́пия (лат. Prinsepia) — небольшой род цветковых растений в составе семейства Розовые (Rosaceae).

## Название
Род принсепия был назван англо-индийским ботаником Дж. Ф. Ройлом в честь секретаря Бенгальского Азиатского общества Джеймса Принсепа (1799—1840).

## Ботаническое описание
Представители рода — листопадные кустарники с шипами, располагающимися по несколько штук над листьями. Кора шелушащаяся. Листья простые, со слабо зубчатым или почти ровным краем, кожистые или плёнчатые, очерёдные. Прилистники небольшие, не опадающие, хотя иногда отсутствующие.
Цветки обоеполые, собраны на концах двулетних веток в кистевидные соцветия по 1—8 (иногда до 13). Чашечка разделена на пять коротких и широких, нередко неравных долей. Венчик состоит из пяти равных свободных округлых лепестков белого или светло-жёлтого цвета. Тычинок обычно не менее 10. Завязь верхушечная.
Плод — сочная костянка 1,3—1,8 см в диаметре с одним эллиптическим семенем. Экзокарпий при созревании красный или фиолетовый, иногда почти чёрный, эндокарпий деревянистый. Плоды съедобны в сыром виде.
Число хромосом 2n = 32.

## Ареал и использование
Родина принсепии — Китай, Монголия и Гималаи. Встречаются на высоте до 3000 м над уровнем моря. Некоторые виды широко выращиваются в качестве декоративных растений, завезены в Америку и Европу.
Принсепии хорошо размножаются семенами. Перед посевом семена замачивают на 1—2 суток.
Из семян P. utilis производят масло, близкое по составу к оливковому. Оно используется в кулинарии и для изготовления мыла. Также масло принсепии используют для натираний после переутомления и при ревматизмах. В Китае семена P. uniflora используются для приготовления супов. Также жареные семена в китайской медицине используются для улучшения зрения.

## Классификация
|  |                                      |  |                                                             |                                                             |                   |  | ещё 8 семейств (согласно Системе APG II) | ещё 8 семейств (согласно Системе APG II) |                                    |  |  |  | ещё 6 триб                       | ещё 6 триб                       |          |  |  |  |  |
|  |                                      |  |                                                             |                                                             |                   |  | ещё 8 семейств (согласно Системе APG II) | ещё 8 семейств (согласно Системе APG II) |                                    |  |  |  | ещё 6 триб                       | ещё 6 триб                       | 3—4 вида |  |  |  |  |
|  |                                      |  |                                                             | порядок Розоцветные                                         |                   |  |                                          |                                          | подсемейство Сливовые              |  |  |  |                                  | род Принсепия                    |          |  |  |  |  |
|  |                                      |  |                                                             | порядок Розоцветные                                         |                   |  |                                          |                                          | подсемейство Сливовые              |  |  |  |                                  | род Принсепия                    |          |  |  |  |  |
|  | отдел Цветковые, или Покрытосеменные |  |                                                             |                                                             | семейство Розовые |  |                                          |                                          | триба Osmaronieae                  |  |  |  |                                  |                                  |          |  |  |  |  |
|  | отдел Цветковые, или Покрытосеменные |  |                                                             |                                                             |                   |  |                                          |                                          |                                    |  |  |  |                                  |                                  |          |  |  |  |  |
|  |                                      |  | ещё 44 порядка цветковых растений (согласно Системе APG II) | ещё 44 порядка цветковых растений (согласно Системе APG II) |                   |  |                                          | подсемейства Розановые и Дриадовые       | подсемейства Розановые и Дриадовые |  |  |  | еще 2 рода — эмлерия и экзохорда | еще 2 рода — эмлерия и экзохорда |          |  |  |  |  |
|  |                                      |  |                                                             | ещё 44 порядка цветковых растений (согласно Системе APG II) |                   |  |                                          |                                          | подсемейства Розановые и Дриадовые |  |  |  |                                  | еще 2 рода — эмлерия и экзохорда |          |  |  |  |  |

### Синонимы
- Cycnia Lindl., 1847
- Plagiospermum Oliv., 1886, nom. illeg.
- Sinoplagiospermum Rauschert, 1982, nom. nov.

### Виды
- Prinsepia scandens Hayata, 1915
- Prinsepia sinensis (Oliv.) Oliv. ex Bean, 1909 — Принсепия китайская
- Prinsepia uniflora Batalin, 1892
- Prinsepia utilis Royle, 1835